# Enera
La spécialité ENERA (Énergie aéronautique) désigne les officiers de marine issus de l'École navale, spécialisés dans le soutien technique et logistique aéronautique. Ils servent dans l'aéronautique navale en fonction de leur composante choisie (hélicoptères, patrouille maritime ou chasse embarquée).

## Sélection
Les élèves de l'École navale souhaitant être ENERA émettent leurs desiderata en cours de scolarité. À l'issue de leur scolarité, en fonction de leurs résultats académiques et de leur aptitude physique, ils peuvent être admis dans la filière. En moyenne six ENERA sont sélectionnés par promotion.

## Formation
Après l'École navale et l'obtention du diplôme d'ingénieur associé, les ENERA font l'école d'application des officiers de Marine (campagne Jeanne d'Arc) et sont envoyés parfaire leur formation aéronautique à l'École de l'air de Salon-de-Provence. Ils reçoivent à cette période, en cas de réussite aux examens, un diplôme complémentaire assorti au grade de Master. Une formation complémentaire de personnel navigant (PN) leur est ensuite dispensée à l'EPV (École du Personnel Navigant) de la Marine nationale. Cette formation est concentrée sur les aspects de mécanicien de bord, météorologie, médecine aéronautique et circulation aérienne. Ils réalisent notamment un stage de survie en mer (CESSAN) sur la BAN de Lanvéoc Poulmic.
À l'issue du cours ENERA, en fonction des aptitudes et des desiderata, les officiers de marine sont répartis dans trois filières : chasse embarquée, patrouille maritime, hélicoptère.

## Métier
Les ENERA sont appelés à exercer des postes à responsabilité orientés dans la maintenance aéronautique, au sein de l'Aéronautique navale. Après un parcours qualifiant dans les unités, ils sont amenés à prendre rapidement des responsabilités en flottille (chef du service technique). L'officier de marine ENERA peut diriger des services composés d'une centaine de techniciens. Les ENERA de la filière "chasse" embarquent régulièrement sur le porte-avions Charles de Gaulle. En qualité de personnel navigant, les ENERA embarquent à bord des aéronefs de la marine nationale.